# 1000hp
1000hp – szósty album studyjny amerykańskiej grupy muzycznej Godsmack. Wydawnictwo ukazało się 5 sierpnia 2014 roku.

## Lista utworów
| Nr  | Tytuł utworu          | Długość |
| --- | --------------------- | ------- |
| 1.  | „1000hp”              | 3:46    |
| 2.  | „FML”                 | 3:38    |
| 3.  | „Something Different” | 4:42    |
| 4.  | „What's Next?”        | 4:21    |
| 5.  | „Generation Day”      | 6:12    |
| 6.  | „Locked & Loaded”     | 4:13    |
| 7.  | „Living in the Gray”  | 4:07    |
| 8.  | „I Don't Belong”      | 3:34    |
| 9.  | „Nothing Comes Easy”  | 5:39    |
| 10. | „Turning to Stone”    | 5:16    |
|     |                       | 45:28   |

## Twórcy albumu
- Sully Erna – gitara rytmiczna, śpiew, produkcja
- Tony Rombola – gitara, wokal wspierający
- Robbie Merrill – gitara basowa
- Shannon Larkin – perkusja
- Dave Fortman - produkcja